# Zemětřesení v Peru 24. srpna 2018
K tektonickému zemětřesení v Peru došlo v pátek 24. srpna v 04:04:06 místního času (11:04:06 SELČ) a magnitudo dosáhlo síly 7,1 stupně Richterovy stupnice. Epicentrum se nacházelo na východě země (20 km od brazilských hranic) v Amazonském deštném pralese zhruba 130 km západně od města Inapari. Hypocentrum leželo 609,5 km pod zemským povrchovem, takže se jednalo o velmi hluboké zemětřesení.
Díky velmi velké hloubce ohniska neměly seismické vlny na povrchu takový účinek jako kdyby se jednalo o podstatně mělčí zemětřesení. Na Mercalliho stupnici dosáhlo u epicentra síly III, tedy 'slabé'. Přesto bylo citelné i v Kolumbii, Chile, Bolívii či zmíněné Brazílii. Značná část postižené oblasti je neobydlená a pokrytá Amazonským deštným pralesem. Nebyly zatím nahlášeny žádné škody, mrtví či zranění lidé. 

## Geologie

Tektonické desky, jejich interakce a rychlost pohybu.

Peru se nachází v Ohnivém kruhu, který ve tvaru podkovy obepíná téměř celý Tichý oceán. V důsledku toho zde vzniká 90% všech zemětřesení na planetě a vyskytují se tu 75% všech aktivních sopek. Peru spočívá na rozhraní dvou litosférických desek, které zde vytváří subdukci. Oceánská deska Nazca se rychlostí 51 mm za rok podsouvá pod kontinentální jihoamerickou a tím vzniká velké napětí, jenž se uvolňuje v podobě zemětřesení. 
V minulosti postihlo Peru řada silných zemětřesení. Poslední bylo to, ze 14. ledna 2018 o stejné magnitudě 7,1 stupňů. Nejvíc obětí (až 70 000) zemřelo v roce 1970, když západem země otřásly otřesy o síle 7,9 stupňů. Nejvyšší magnitudu (9,0) dosáhlo zemětřesení 13. srpna 1868, při kterém zahynulo asi 25 000 lidí.